# Episodi di No Man's Land
La prima stagione della serie televisiva No Man's Land, composta da 8 episodi, è stata resa interamente disponibile in Francia il 18 settembre 2020 in streaming sul sito web dell'emittente Arte, che l'ha poi trasmessa in televisione dal 26 novembre al 10 dicembre seguenti. In Italia è stata pubblicata da StarzPlay dal 22 novembre 2020 al 10 gennaio 2021.
| nº | Titolo originale | Titolo italiano | Pubblicazione Francia | Pubblicazione Italia |
| -- | ---------------- | --------------- | --------------------- | -------------------- |
| 1  | Épisode 1        | Episodio 1      | 18 settembre 2020     | 22 novembre 2020     |
| 2  | Épisode 2        | Episodio 2      | 18 settembre 2020     | 29 novembre 2020     |
| 3  | Épisode 3        | Episodio 3      | 18 settembre 2020     | 6 dicembre 2020      |
| 4  | Épisode 4        | Episodio 4      | 18 settembre 2020     | 13 dicembre 2020     |
| 5  | Épisode 5        | Episodio 5      | 18 settembre 2020     | 20 dicembre 2020     |
| 6  | Épisode 6        | Episodio 6      | 18 settembre 2020     | 27 dicembre 2020     |
| 7  | Épisode 7        | Episodio 7      | 18 settembre 2020     | 3 gennaio 2021       |
| 8  | Épisode 8        | Episodio 8      | 18 settembre 2020     | 10 gennaio 2021      |

## Episodio 1
- Titolo originale: Épisode 1
- Diretto da: Oded Ruskin
- Scritto da: Amit Cohen, Ron Leshem e Karine Tuil
- Adattamento e dialoghi in francese: Xabi Molia

### Trama
- Guest star: François Caron (Philippe Habert), Céline Samie (Marie Habert), Julia Faure (Lorraine), Roda Canıoğlu (Comandante Adar).
- Altri interpreti: Noura El Houda Abkari (Amani), Hicham Belaoudi (comandante ISIS), Hayet Belhalloufi (Monica), Soukaina Benchekroun (Gulan), Monia Douieb (infermiera centro di fecondazione assistita), Chaqir El Faize (Fouad), Güray Hayal (poliziotto turco), Mark Joyce Wolf (Luke), Mouad Lasmak (Talal), Olivier Massart (Michel), Kenza Mouahidi (combattente), Andrew Rutherford MacNaughton (Dietrich), Niccolò Senni (Lorenzo), Abdelilah Tastafout (Mehmet).
- Ascolti Francia:[4] telespettatori 995 000 – rating/share 4+ anni 4,1%[5]

## Episodio 2
- Titolo originale: Épisode 2
- Diretto da: Oded Ruskin
- Scritto da: Amit Cohen e Ron Leshem
- Adattamento e dialoghi in francese: Xabi Molia

### Trama
- Guest star: François Caron (Philippe Habert), Céline Samie (Marie Habert), Roda Canıoğlu (Comandante Adar), Julia Faure (Lorraine), Kamal Cadimi (Shaykh Abu-Yasser), Luke Hornsby (Luis Quintero), Enja Sæthren (Eva Haas).
- Altri interpreti: Soukaina Benchekroun (Gulan), Frédéric Clou (funzionario ambasciata francese), Hajar Dardari (Lale), Simon Harrison (Ryan Carson), Milad Mattar (funzionario egiziano), Kenza Mouahidi (combattente), Laura Vörtler (Paulina Gacek).
- Ascolti Francia:[4] telespettatori 995 000 – rating/share 4+ anni 4,1%[5]

## Episodio 3
- Titolo originale: Épisode 3
- Diretto da: Oded Ruskin
- Scritto da: Amit Cohen e Ron Leshem
- Adattamento e dialoghi in francese: Xabi Molia

### Trama
- Guest star: Roda Canıoğlu (Comandante Adar), Kamal Cadimi (Shaykh Abu-Yasser), Luke Hornsby (Luis Quintero), Enja Sæthren (Eva Haas).
- Altri interpreti: James Buckingham (Damian), Simon Harrison (Ryan Carson), Joseph Heppel (Iyad da bambino), Adam Hussain (Nasser da bambino), Mark Irons (padre di Paul), Florian Lutz (guardia del corpo di Stanley), Séloua M'Hamdi (Samila), Zoé Moutet (Dagmar), Dylan Pinnell (bulletto), Freddie Thompson (Paul da bambino).
- Ascolti Francia:[4] telespettatori 995 000 – rating/share 4+ anni 4,1%[5]

## Episodio 4
- Titolo originale: Épisode 4
- Diretto da: Oded Ruskin
- Scritto da: Amit Cohen e Ron Leshem
- Adattamento e dialoghi in francese: Xabi Molia

### Trama
- Guest star: François Caron (Philippe Habert), Céline Samie (Marie Habert), Roda Canıoğlu (Comandante Adar), Kamal Cadimi (Shaykh Abu-Yasser), Luke Hornsby (Luis Quintero), Enja Sæthren (Eva Haas).
- Altri interpreti: Yacine Afroukh (Jihadi Abbas), James Buckingham (Damian), Erika Cozi (Shamaran), Ash Goldeh (Navid), Simon Harrison (Ryan Carson), Victoria Lewuillon (ragazza alta), Sonia Okacha (Gilia), Enrico Salamone (poliziotto), Laura Vörtler (Paulina Gacek).
- Ascolti Francia:[4] telespettatori 913 000 – rating/share 4+ anni 3,5%[6]

## Episodio 5
- Titolo originale: Épisode 5
- Diretto da: Oded Ruskin
- Scritto da: Amit Cohen e Ron Leshem
- Adattamento e dialoghi in francese: Xabi Molia

### Trama
- Guest star: Roda Canıoğlu (Comandante Adar), Kamal Cadimi (Shaykh Abu-Yasser), Luke Hornsby (Luis Quintero), Enja Sæthren (Eva Haas).
- Altri interpreti: Jacob Banser-Todd (propagandista americano), Djemel Barek (padre di Sarya), Younes Benzakour (il libico), Houssam Grimah (impiegato), Florian Lutz (guardia del corpo di Stanley), Mustapha Makhada (comandante posto di blocco ISIS), Sawsene Matias Serrinha (Sarya da giovane), Sonia Okacha (Gilia), Mohamed Ziate (autista di mezz'età).
- Ascolti Francia:[4] telespettatori 913 000 – rating/share 4+ anni 3,5%[6]

## Episodio 6
- Titolo originale: Épisode 6
- Diretto da: Oded Ruskin
- Scritto da: Amit Cohen e Ron Leshem
- Adattamento e dialoghi in francese: Xabi Molia

### Trama
- Guest star: Nisrine Adam (Helan).
- Altri interpreti: Fabrice Adde (Thomas), Adil Ammor (proprietario ristorante Teheran), Driss Diouriayad (1º sicario iraniano), Mourad Hmimou (2º sicario iraniano), Mustapha Jamai (giovane del Movimento Verde), Najwa Marbouha (giovane del Movimento Verde), Xabi Molia (Jacob), Sonia Okacha (Gilia), Karima Oulhous (giovane combattente quartier generale YPG), Carole Weyers (Jenny).
- Ascolti Francia:[4] telespettatori 913 000 – rating/share 4+ anni 3,5%[6]

## Episodio 7
- Titolo originale: Épisode 7
- Diretto da: Oded Ruskin
- Scritto da: Amit Cohen e Ron Leshem
- Adattamento e dialoghi in francese: Xabi Molia

### Trama
- Guest star: Julia Faure (Lorraine), Kamal Cadimi (Shaykh Abu-Yasser), Luke Hornsby (Luis Quintero), Enja Sæthren (Eva Haas).
- Altri interpreti: Mouna Albakry (inglese), Isaac Highams (Alex), Zoé Moutet (Dagmar), Sonia Okacha (Gilia), Carole Weyers (Jenny).
- Ascolti Francia:[4] telespettatori 884 000 – rating/share 4+ anni 3,4%[7]

## Episodio 8
- Titolo originale: Épisode 8
- Diretto da: Oded Ruskin
- Scritto da: Amit Cohen e Ron Leshem
- Adattamento e dialoghi in francese: Xabi Molia

### Trama
- Guest star: François Caron (Philippe Habert), Céline Samie (Marie Habert), Kamal Cadimi (Shaykh Abu-Yasser), Luke Hornsby (Luis Quintero), Enja Sæthren (Eva Haas).
- Altri interpreti:[4] Aïssam Bouali (dottore curdo), Abdessamad Buda (jihadista Raqqa), Sébastien Collineau (agente DGSI), Florian Lutz (guardia del corpo di Stanley), Sonia Okacha (Gilia).
- Ascolti Francia: telespettatori 884 000 – rating/share 4+ anni 3,4%[7]